# (439241) 2012 TH173
(439241) 2012 TH173 es un asteroide perteneciente al cinturón de asteroides, descubierto el 9 de octubre de 2012 por el equipo del Mount Lemmon Survey desde el Observatorio del Monte Lemmon, Arizona, Estados Unidos.

## Designación y nombre
Designado provisionalmente como 2012 TH173.

## Características orbitales
2012 TH173 está situado a una distancia media del Sol de 2,764 ua, pudiendo alejarse hasta 2,924 ua y acercarse hasta 2,604 ua. Su excentricidad es 0,058 y la inclinación orbital 2,851 grados. Emplea 1678,47 días en completar una órbita alrededor del Sol.
Pertenece a la familia de asteroides de (847) Agnia.

## Características físicas
La magnitud absoluta de 2012 TH173 es 17,52. 